# Enrique Romero Jiménez

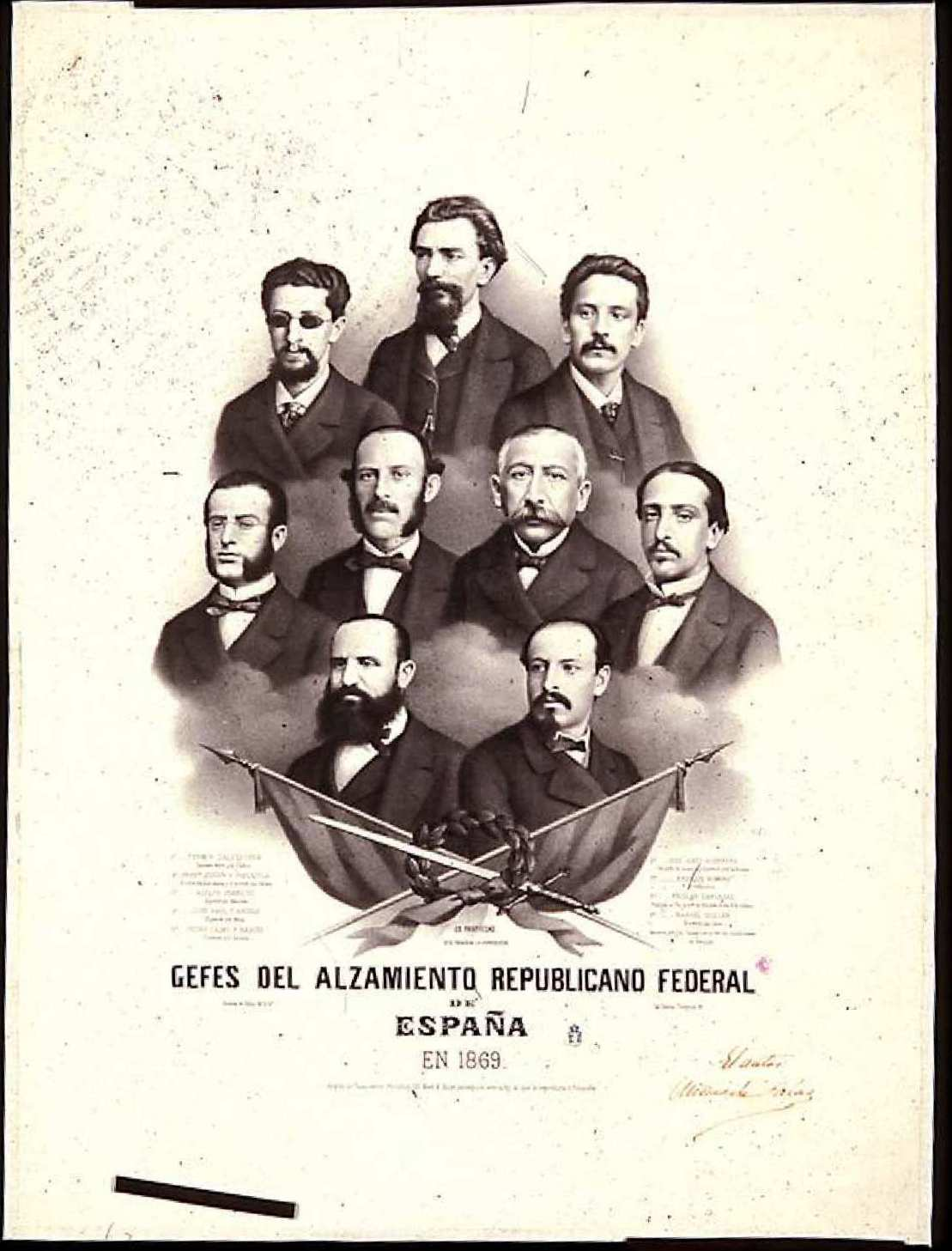
«Gefes (sic) del alzamiento republicano federal de España en 1869», litografia d'Andrés de Salas. En la fila central i als extrems, a la dreta Enrique Romero i a l'esquerra el seu assassí, José Paúl y Angulo. Completen el quadro Fermín Salvochea Álvarez, Francesc Sunyer i Capdevila, Adolf Joarizti i Lasarte, Pere Caimó i Bascós, José Antonio Guerrero Ludeña, Froilán Carvajal y Rueda i Rafael Guillén Martínez. Biblioteca Nacional d'Espanya.

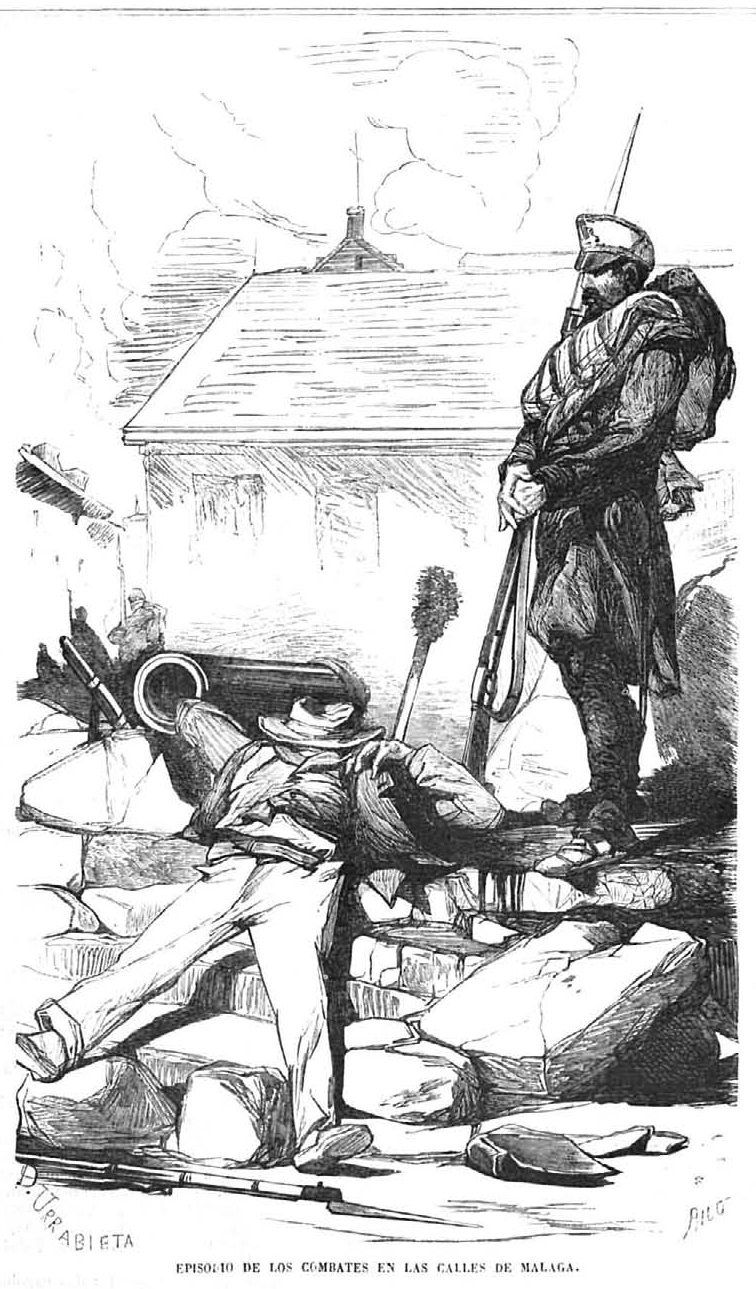
Episodio de los combates en las calles de Málaga, gravat de Bernardo Rico per dibuix de Daniel Urrabieta, El Museo Universal, 7 de febrer de 1869, any XIII, núm. 6. El 31 de desembre de 1868, quan es discutia l'abandó de les barricades, Romero va dirigir als milicians nacionals de Màlaga una proclama que encapçalava: «Viure sense honra és la vida de l'afront. Morir amb glòria és la mort dels herois. Hem posat en armes una ciutat que sempre ha estat la primera en el perill de totes les llibertats, per a retirar-nos en derrota sense demostrar almenys que hi ha valor en els nostres pits?».

Enrique Romero Jiménez (Màlaga, 1840 - Montevideo, 1880) va ser un sacerdot catòlic espanyol, membre del Partit Republicà Democràtic Federal. Emigrat a l'Argentina el 1872, va abandonar el sacerdoci i va fundar a Buenos Aires el diari El Correo Español, la Caja de Reimpatriación i el Hospital Español. Va morir el 22 d'agost de 1880 a Montevideo a conseqüència de la ferida de bala que va rebre al pit alguns dies abans en duel amb José Paúl y Angulo, antic correligionari.

## Biografia
Romero va començar a ser conegut pels sermons que predicava a l'església de Nuestra Señora del Carmen de Màlaga l'11 de desembre de cada any, des de 1863, amb motiu de la festa cívic-religiosa que els liberals malaguenys organitzaven en homenatge a José María de Torrijos y Uriarte i els seus companys, afusellats a les platges de Màlaga aquest mateix dia de 1831. L'agost de 1867 va anar a viure a Cadis per a dirigir el Col·legi de San Carlos Borromeo, centre d'estudis destinat a fills de famílies benestants on se'ls preparava per a la carrera militar. El mateix any va publicar la seva primera obra teatral, dedicada a Maximilià I de Mèxic: El mártir de la traición o El emperador Maximiliano. Membre del partit demòcrata, va contribuir a l'èxit de la Gloriosa i a l'octubre va assistir a les jornades de refundació que el seu partit va organitzar al Circ Price de Madrid, on va començar amb un «Visqui la república!» la seva intervenció, en la qual es va proclamar «últim obrer de la redempció popular». A la fi del mes va ser nomenat canonge de la catedral de Tudela, prebenda de la qual no va arribar a prendre possessió. En el seu lloc va retornar a Màlaga on, contra el criteri de Romualdo Lafuente, comandant del batalló de nacionals Caçadors de la Llibertat i cap de la milícia popular, convençut de la inutilitat de la resistència, va cridar a la lluita en posar-se del costat dels milicians, escassos en número, decidits a defensar les barricades aixecades el 30 de desembre per a fer front a les tropes de Caballero de Rodas, a les quals el Govern havia donat ordre de desarmar les milícies populars. En fracassar l'intent –amb el cost de seixanta morts– va fugir cap a Gibraltar. Un consell de guerra que el va condemnar a mort l'11 de febrer de 1869, encara que es va beneficiar de l'amnistia de maig d'aquest mateix any.
Es va alçar de nou en l'aixecament republicà federal d'octubre de 1869. En aquesta ocasió va entrar a la vila de Benaoján on va fer crides a la rebel·lió i va proclamar la república. Va aixecar una partida amb la qual va caminar per la sierra de las Nieves. Quan no li va reeixir unir-se a la columna malaguenya manada pel també sacerdot Esteban de Rivas va incorporar les seves forces a les de Fermín Salvochea Álvarez i José Paúl y Angulo en la serranía de Ronda, en retirada des del dia 7. Els tres van arribar a Gibraltar, d'on Romero va passar a Lisboa i d'allí, amb Salvochea, a Ginebra, on va escriure una vindicació justificant la destinació dels 708 escuts recaptats per les partides, dels quals únicament li quedaven catorze en arribar a Gibraltar, i es va oferir en to messiànic al sacrifici pels «drets de l'home», i una Carta del prevere Romero a Emilio Castelar en la qual exposava el seu ideal republicà cristià i es manifestava en sintonia amb Castelar i la seva proposta federal unitària i no confederal. Condemnat en rebel·lia a més de quatre anys de presó, es va beneficiar d'una nova amnistia a l'agost de 1870, i va tornar a Màlaga. Processament per alguns dels seus articles a La Tribuna de Màlaga, l'11 de juny de 1871 va ser arrestat a Barcelona, en sortir d'una reunió de l'Associació Lliurepensadora. En ser posat en llibertat, va escapar a Bordeus per a evitar una nova detenció i al maig de 1872 es trobava ja a Buenos Aires.
A l'Argentina es va fer soci del Casino Espanyol i va aconseguir que els seus associats li financessin la impremta amb la qual va posar en marxa el diari El Correo Español, el de més llarga vida de l'emigració, el primer número de la qual va sortir el 29 de juliol de 1872. Hi va fer política a favor de Bartolomé Mitre i, pel seu suport a la revolució de setembre de 1874, es va veure obligat a escapar a Montevideo perquè El Correo Español es va tancar temporalment. Va retornar el gener de 1875 i va passar quaranta-dos dies arrestat. El 28 de febrer, als quatre dies de ser amnistiat, una manifestació a Buenos Aires per a protestar contra la decisió de l'arquebisbe León Federico Aneiros de retornar als jesuïtes l'església de San Ignacio, va concloure amb el saqueig i incendi del col·legi del Salvador dels jesuïtes. Romero, que després de la seva arribada a l'Argentina havia ingressat en la maçoneria i havia estat molt crític amb la candidatura al senat de l'arquebisbe, va ser acusat d'encapçalar la protesta. Des de Montevideo, on havia escapat de nou, va refusar la seva participació en els fets i quan es va aclarir que no era ell qui en la manifestació portava una bandera espanyola va poder tornar a Buenos Aires, quedant lliure de càrrecs després d'una curta estada a la presó. En la seva absència es va fer càrrec de la direcció del Correo Antonio Aguayo, un altre capellà revolucionari amb qui s'enemistarà aviat. El novembre de 1875 i abril de 1876 va tenir nous xocs amb la justícia pels seus escrits com a director d'El Correo Español, que també va sofrir alguna clausura. El 1877 es va inaugurar l'Hospital Espanyol, una de les diverses iniciatives de caràcter associatiu i mutualista en favor de la colònia espanyola en les quals va participar. El 1879 va viatjar d'incògnit a Espanya per a contreure matrimoni a Gibraltar amb Eloísa González, poetessa cega de naixement i filla d'un guàrdia civil.
José Paúl y Angulo va arribar a Buenos Aires al començament de 1880. Al juny va llançar La España Moderna, diari amb el qual es proposava competir amb el de Romero en la defensa dels interessos de la colònia espanyola. L'11 d'agost es van trobar Paúl i Romero al Centre Gallec en una reunió convocada per a recaptar fons contra la fam, en la qual Romero va ser escollit membre de la junta. Van discutir per un solt publicat a El Correo Español i Paúl y Angulo va fer gest d'escopir-li, i va caldre que els qui els acompanyaven els impedissin fer servir les seves armes allí mateix. El 13 d'agost es van batre en duel a pistola als afores de Montevideo. Del segon tret de Paúl i Angulo Romero va resultar greument ferit en el pit. Hospitalitzat, va morir el dia 22 al matí. Quatre dies abans a Buenos Aires havia nascut la seva filla, que mai no va conèixer.
Paúl y Angulo va ser titllat d'assassí per amplis sectors de la comunitat espanyola i els romeristes van començar a fer-lo també responsable de l'assassinat de Prim. No resistint la pressió, quatre mesos després va publicar a El Nacional un article amb el títol «No puedo más» i se'n va anar de Buenos Aires.